# Pelagonemertes rollestoni
A Pelagonemertes rollestoni é uma espécie animal capaz de caçar suas presas com uma espécie de dardo disparado de sua língua.